# 王敏生
王敏生（1934年—2021年1月12日），男，江苏无锡人，中华人民共和国政治人物。

## 生平
1964年，担任任中共无锡县委副书记；1973年12月，任无锡县委书记。1975年，任中共江苏省委书记。1978年，任共青团中央书记处书记。1983年，任中共镇江市委副书记。1989年8月，任中共苏州市委书记。1993年，任江苏省人大常委会副主任，苏州市委书记、苏州市人大常委会主任。
于2021年1月12日14时23分在苏州逝世，享年87岁。